# Serce z kamienia
Serce z kamienia (hiszp. Mujer de madera, dosł. Kobieta z drewna) – meksykańska telenowela z 2004 roku, wyprodukowana przez  Emilio Larrosę dla  Televisa S.A. de C.V. (grupa medialna Televisa). Nakręcono 205 odcinków. Pierwsza emisja odbyła się na kanale Canal de las Estrellas, wchodzącym w skład grupy medialnej Televisa.

## Obsada
- Edith González jako Marisa Santibáñez Villalpando #1
- Ana Patricia Rojo jako Marisa Santibáñez Villalpando #2
- Jaime Camil jako César Linares Ruíz
- Gabriel Soto jako Carlos Gómez
- Ludwika Paleta jako Aída Santibáñez Villalpando
- Adamari López jako Lucrecia Santibáñez Villalpando/Luz
- Maya Mishalska jako Piedad Villalpando/Caridad Villalpando
- Maria Sorte jako Celia de Gómez
- Frances Ondiviela jako Georgina Barrenechea
- Jorge Poza jako Rogelio Rebollar

## Fabuła
Akcja telenoweli zaczyna się 10 lat wcześniej w Chihuahua, kiedy to ojciec wraz z trzema córkami mają wypadek. Tuż przed wybuchem najstarszej z córek Marisie udaje się wyciągnąć z samochodu tylko jedną siostrę- Aidę, reszta rodziny uważana jest za zmarłą, ale to nie jest prawda. Trzecia z córek- Luz/Lucrecia (Adamari López) została uratowana i wychowana przez Cruz (Alejandro Villeli), którego uwazała za swojego ojca. Ale odkrycie prawdy dotyczącej jej pochodzenia oraz blizna na twarzy, która została po wypadku, zmieniają ją w złą kobietę. Ojciec dziewczyn Aaron (Julio Alemán), został uratowany przez kobietę, która się w nim zakochała, a on sam cierpi na amnezję. Po wypadku Marisa (Edith González) i Aida (Ludwika Paleta) mieszkają wraz ze swoją ciotką Piedad (Maya Mishalska), która chce odebrać im majątek. Marisa poznaje Cesara (Jaime Camil), mężczyznę, który ją rozczaruje i Carlosa (Gabriel Soto), młodego mężczyznę, pochodzącego ze średniej klasy społecznej, który boksuje w celu utrzymania rodziny, a w międzyczasie kończy studia na wydziale biologii. Później pracuje jako ekolog i walczy przeciw wycinaniu lasów. Jest to opowieść nie tylko o miłości i przyjaźni, ale także walce o ideały i szerzącej się korupcji na wysokich stanowiskach...

## Wersja polska
W Polsce serial był emitowany w TVN i TVN 7. Opracowaniem wersji polskiej dla TVN zajęło się ITI Film Studio. Autorem tekstu była Magdalena Dwojak. Lektorem serialu był Piotr Borowiec.

## Nagrody i nominacje

### Premios TVyNovelas2005
| Kategoria                      | Nominowani        | Wynik     |
| ------------------------------ | ----------------- | --------- |
| Najlepsza telenowela           | Emilio Larrosa    | Nominacja |
| Najlepsza protagonistka        | Edith González    | Nominacja |
| Najlepszy protagonista         | Gabriel Soto      | Nominacja |
| Najlepsza antagonistka         | Maya Mishalska    | Nominacja |
| Najlepszy antagonista          | Carlos Cámara Jr. | Nominacja |
| Najlepsza aktorka drugoplanowa | Adamari López     | Nominacja |
| Najlepszy aktor drugoplanowy   | Carlos Bracho     | Nominacja |